# Gersonide
Pour les articles homonymes, voir Gerson.
Rabbi Levi ben Gershom ou Gersonide, né en 1288 à Bagnols-sur-Cèze (France) et mort le 20 avril 1344, connu sous l'acronyme de son nom Ralbag, il est l'un des plus importants commentateurs bibliques de son temps, il était également mathématicien, astronome, philosophe et médecin. D'après Colette Sirat, « il est souvent considéré comme le plus grand philosophe juif après Maïmonide ».

## Vie
Gersonide naquit en 1288 en Provence, et il vécut notamment à Bagnols-sur-Cèze pendant une période de sa vie.
Selon les uns, son père était probablement un certain Gershom ben Salomon de Béziers, un notable juif connu par d'autres textes médiévaux. D'autres, à la suite d'Abraham Zacuto, pensent que son père était Gershom ben Salomon d'Arles, ce qui est aussi possible, mais incertain.
Gersonide parle provençal, mais les écrits que nous conservons de lui sont exclusivement en hébreu, langue scientifique des Juifs à l'époque. Ses œuvres semblent indiquer aussi qu'il connait les débats scolastiques de l'époque: il connaît donc peut-être le latin, et/ou rencontre et discute avec des philosophes de culture chrétienne. Notamment, Tamar Rudavsky pense qu'il rencontra Guillaume d'Ockham à la cour du pape à Avignon.
Il vit aussi à Orange (Vaucluse) et fait des voyages à Avignon qui n'est distant que de vingt-cinq kilomètres .
Gersonide meurt le 20 avril 1344, probablement à Avignon.

## Son œuvre
Il écrit des commentaires (Ralbag al haTanakh) sur Job, Le Cantique des Cantiques, l'Ecclésiaste, le Livre de Ruth, le Livre d'Esther, les cinq livres de la Torah, les Premiers Prophètes, le Livre des Proverbes, le Livre de Daniel et le Livre de Néhémie.
Son commentaire sur Job est l'un des premiers livres imprimés en hébreu, à Ferrare en 1477. Il écrit son commentaire sur l'Ecclésiaste en 1328.
Il écrit son commentaire philosophique et ésotérique sur le Chir Hachirim en 1340. Ses commentaires de la Bible sont d'une grande profondeur philosophique. Il est très habile à analyser un texte et à en extraire les enseignements éthiques et religieux.
Comme philosophe, ses commentaires sur les épitomés et les commentaires moyens d'Averroès, rédigés entre 1319 et 1324, couvrent la majeure partie du corpus d'Aristote.
Il est aussi l'auteur du Milhamot Hachem (Les guerres du Seigneur), construit sur le modèle du Guide des Egarés. Il s'agit d'une synthèse de l'aristotélisme de Maïmonide et d'Averroès. Cette synthèse a plusieurs conséquences :
1. Le dogme de la création biblique est compatible avec l'éternité de la matière. Sur ce point, Gersonide opère une dissociation entre d'une part le concept de la création temporelle (qu'il cherche à fonder théoriquement : le monde possède un commencement dans le temps) et d'autre part le concept de création à partir du néant, dont il cherche à limiter la portée. Sa synthèse entre aristotélisme et religion révélée est sur ce point originale, et très différente de celle de Maïmonide ou Averroès : Gersonide estime que le processus de la création doit lui aussi respecter la loi physique aristotélicienne selon laquelle tous les phénomènes de génération et de corruption impliquent la nécessité d'un substrat matériel. Par conséquent, il doit admettre une matière coéternelle à la divinité créatrice. En revanche, afin de sauvegarder l'enseignement révélé, il précise que la création constitue un processus de génération volontaire et non naturel, de telle sorte qu'elle n'est pas soumise aux règles qui régissent les mouvements du monde sublunaire. Le substrat primordial, coéternel à Dieu, auquel fait référence Gersonide est exprimé de différentes manières : il parle de « geshem ne'edar kol tsurah » (un corps privé de toute forme), ou de « geshem bilti shomer temunato » (un corps qui ne conserve pas sa propre figure). L'homme n'est toutefois capable de comprendre cette notion, qui évoque la notion platonicienne de réceptacle (Timée, 49a-b) que de manière négative.
2. Les attributs divins étant compatibles avec l'unité divine, la théologie négative de Maïmonide est inutile.
3. Les attributs divins et créaturels cessent d'être équivoques. Ils sont de même nature. Mais, ce qui appartient à Dieu en propre, les créatures l'acquièrent par participation à l'existence divine.
4. L'éthique de la liberté, fondamentale chez Maïmonide, subit la pression du déterminisme cosmique, astrologique.
5. La Révélation elle-même n'est pas issue de Dieu, mais d'une Intelligence séparée qui gouverne, par délégation, les destinées du monde.

Cet infléchissement averroïste de la spéculation juive vers une forme de positivisme médiéval, tend à atténuer le sens du mystère divin et à minimiser la part d'intervention divine directe dans l'histoire des hommes. Il contribue à creuser le fossé qui éloignera de plus en plus la philosophie juive et la Kabbale.
Les guerres du Seigneur comprend un Traité d'astronomie en 136 chapitres. Il y attaque les principes fondamentaux du système de Ptolémée. Se basant sur ses propres observations (une centaine environ), il mentionne dix éclipses lunaires et solaires qu'il a lui-même observées.
Un cratère lunaire porte le nom de Rabbi Levi en son honneur depuis 1935.

## Le bâton de Jacob

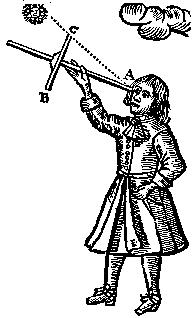
Bâton de Jacob, illustration de la Navigation Pratique (John Sellers, 1672).

Il fournit également le mode de construction et d'utilisation d'un instrument appelé Baculus Jacob (le bâton de Jacob), également radius astronomicus (rayon astronomique), crux geometrica (croix géométrique), arbalestrille ou arbalète.
Cet instrument permet de mesurer la distance angulaire entre deux étoiles, deux planètes ou l'angle entre l'horizon et un astre, utilisé en astronomie puis pour la navigation. Son traité comprend en outre des tables astronomiques commandées par des nobles chrétiens et des chapitres de trigonométrie.
Inventé au XIVe siècle, le bâton de Jacob ou arbalète est adopté par les navigateurs à partir du début du XVIe siècle. En astronomie, son usage perdure jusqu'à la fin du XVIIe siècle. Instrument simple à fabriquer et d'une précision acceptable pour la mesure des latitudes, il n'est délaissé par les navigateurs qu'à la fin du XVIIIe siècle.